# Chouy
Chouy ist eine französische Gemeinde mit 371 Einwohnern (Stand: 1. Januar 2022) im Département Aisne in der Region Hauts-de-France (frühere Region: Picardie). Sie gehört zum Arrondissement Soissons und zum Kanton Villers-Cotterêts.

## Geographie
Die Gemeinde Chouy liegt am Fluss Ourcq, rund 23 Kilometer südlich von Soissons und erstreckt sich im Nordwesten bis zum Flüsschen Savières. Im Süden berührt die Bahnstrecke von La Ferté-Milon nach Bazoches-et-Saint-Thibaut, die dort auf die Strecke von Soissons nach Reims trifft, das Gemeindegebiet. Nachbargemeinden von Chouy sind Louâtre im Norden, Billy-sur-Ourcq und Rozet-Saint-Albin im Osten, Neuilly-Saint-Front, Marizy-Saint-Mard und Marizy-Sainte-Geneviève im Süden sowie Noroy-sur-Ourcq, Ancienville und Faverolles im Westen. Zur Gemeinde Chouy gehören die Ortsteile La Loge Chouy, La Rosette, Lionval, Villers Petit, La Grange, Le Bout du Mont und Le Moulin des Crouttes.

## Bevölkerungsentwicklung
| Jahr                       | 1962 | 1968 | 1975 | 1982 | 1990 | 1999 | 2006 | 2014 | 2021 |
| Einwohner                  | 361  | 306  | 278  | 239  | 269  | 318  | 370  | 380  | 375  |
| Quellen: Cassini und INSEE |      |      |      |      |      |      |      |      |      |

## Sehenswürdigkeiten
- Kirche Saint-Gervais-et-Saint-Protais aus der zweiten Hälfte des 15. Jahrhunderts, 1921 als Monument historique klassifiziert (Base Mérimée PA00115599)
- Wasserturm

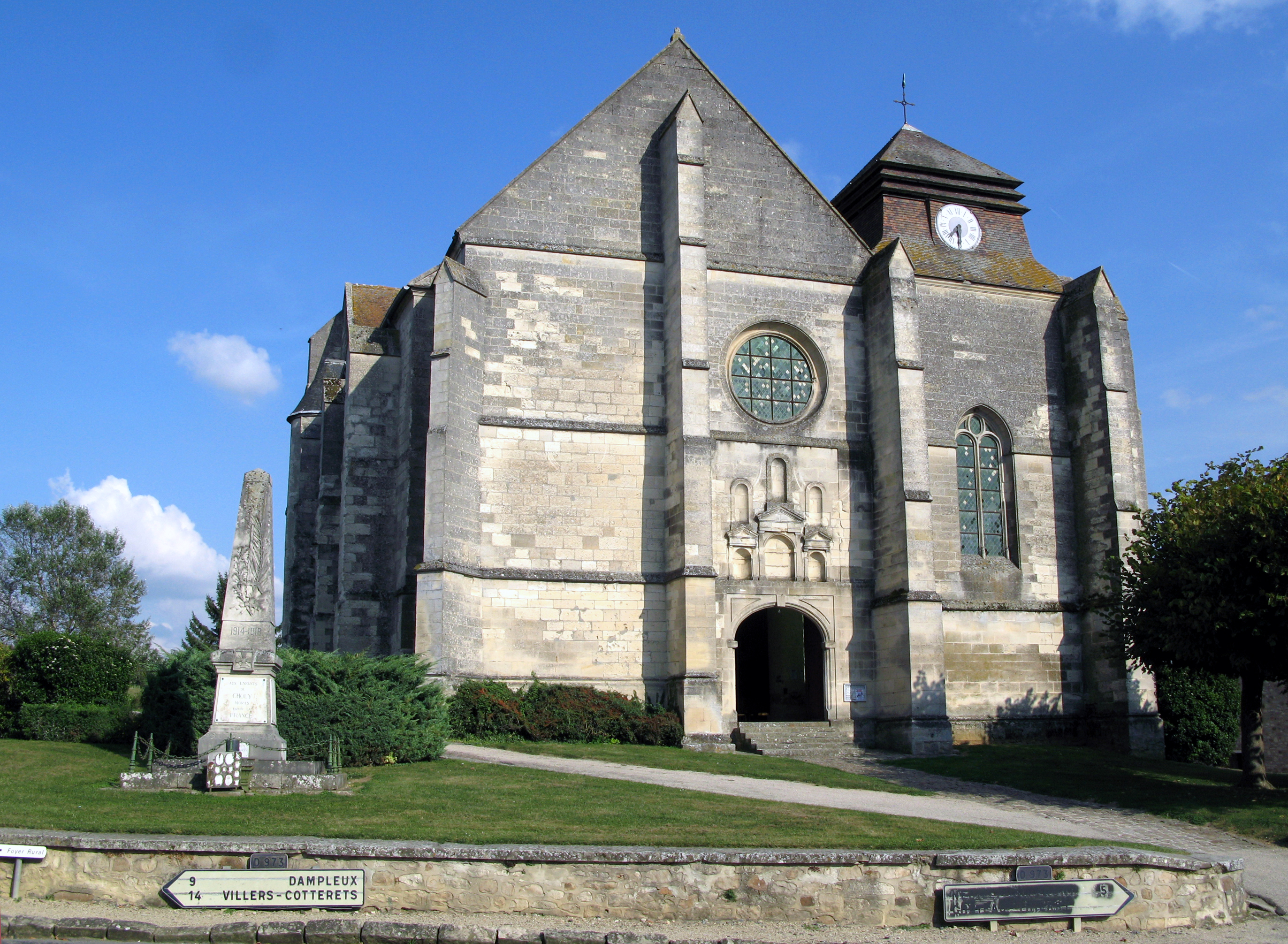
Kirche Saint-Gervais-et-Saint-Protais
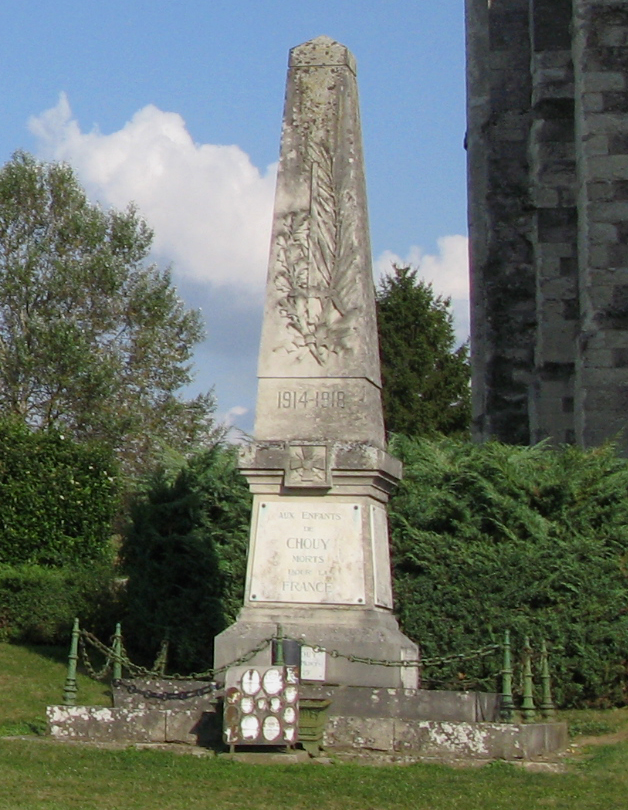
Gefallenendenkmal